# Pénélope (Fauré)
Pénélope è un'opera lirica (definita Poème lyrique) in tre atti di Gabriel Fauré, su libretto di René Fauchois.
Composta tra il 1907 e il 1913, fu rappresentata al Grand Théâtre de Monte Carlo il 4 marzo 1913.

## Genesi
L'ispirazione venne data a Fauré in seguito all'incontro con il soprano Lucienne Bréval nel 1907, che gli presentò il librettista René Fauchois. I lavori si rivelarono più lunghi del previsto, infatti Fauré era impegnatissimo per il suo incarico presso il Conservatorio di Parigi. Il libretto verrà ridotto da cinque a tre atti e il personaggio di Telemaco verrà cancellato. L'opera viene messa in scena il 31 agosto 1913.

## Trama
Nel corso del prologo il coro espone l'argomento dell'opera, narrando la lunga assenza di Ulisse, ormai da dieci anni lontano da Itaca, la fedeltà della sua sposa Penelope e l'insolente insistenza dei Proci, i suoi pretendenti.

### Atto I
Penelope, che ha promesso di andare sposa ad uno dei pretendenti il giorno in cui avrà terminato di tessere un sudario per Laerte, passa le notti a disfare il lavoro al quale si dedica durante il giorno. Al palazzo si presenta uno sconosciuto, nel quale la nutrice Euryclée riconosce Ulisse grazie ad una cicatrice sul volto. Il re di Itaca le chiede tuttavia di tacere, affinché egli possa portare meglio a compimento la sua vendetta.

Penelope è scoperta dai Proci mentre disfa la tela e costretta, l'indomani, a fare la sua scelta.

### Atto II
Dopo un dialogo notturno tra Eumeo ed un pastore, Penelope raggiunge l'ospite sconosciuto sulla riva del mare e gli confida le proprie pene. La regina teme che il marito l'abbia dimenticata ma lo sconosciuto la rassicura: nessun uomo che avesse avuto la fortuna di baciare labbra così belle potrebbe pensare di lasciarla. Penelope se ne va senza dire allo sconosciuto di aver creduto di riconoscere in lui la voce appassionata di Ulisse.

Rimasto solo, Ulisse si fa riconoscere dai suoi pastori, organizzando con loro un piano per l'indomani.

### Atto III
Penelope annuncia ai Proci che accetterà in sposo solo chi riuscirà a tendere l'arco di Ulisse. Tutti falliscono nella prova. Si fa avanti lo sconosciuto, tende l'arco senza difficoltà e, insieme ai suoi pastori, inizia a fare strage dei pretendenti.

L'opera termina sul canto d'amore degli sposi, finalmente riuniti.